# Work with Pride
一般社団法人work with Pride（ワークウィズプライド）は 審査料振込後に、LGBTQ+に関する評価希望依頼側 (企業・組織・団体) を審査する事業、企業・団体を対象に、LGBTQ＋に関する人権教育事業も行っている一般社団法人。  
元は任意団体であったが、2023年から一般社団法人となった。代表理事は松中権。  

## 概要
組織の発端は、2012年9月17日であり、同年に日本アイ・ビー・エム株式会社と、国際NGOヒューマン・ライツ・ウォッチ、NPO法人グッド・エイジング・エールズの3者が共同で「日本でのLGBTQ＋従業者支援に関するセミナー」を企画したことからである。後に、NPO法人虹色ダイバーシティ(2017年脱退)が加わって、任意団体となった。企業による実行委員会を毎年組成し、NPO法人グッド・エイジング・エールズが事務局を務める体制で活動していた。2023年の法人化後に「一般社団法人work with Pride」となった。

### 評価事業
2016年から、審査費を支払った企業・団体等における「LGBTQ+の働きやすさへの取り組み」を評価する指標「PRIDE指標」の結果を付与する事業を行っており、5つの指標で構成されている。同指標の最高点は「ゴールド」、次点「シルバー」、最後「ブロンズ」となっており、評価された企業・団体は指標の結果を名乗ることが許される。社員証、健康診断、通称名等で性自認に沿った「本人が希望する性別」を選択可能にしているか、男性用・女性用に限定されず利用できるトイレ・更衣室等のインフラ整備をしているかで加点・減点の評価がされる。2021年からは国・地方自治体・学術機関・NPO/NGOなどとのセクターを超え、「日本社会でのLGBTQ＋に関する理解促進や権利擁護で協働を推進する企業」を審査費振込後に評価する「レインボー認定」事業も行っている。
2022年度の「PRIDE指標」では5点満点のゴールド評価を得た企業は318社であり、ゴールド評価された企業から選出される「レインボー企業」には14社が選出された。2023年度の「PRIDE指標」へは大企業を中心とした834社が応募し、ゴールド評価は705社であった。